# Показник числа за модулем
Показником, або мультиплікативним порядком, цілого числа a за модулем m називається найменше додатне ціле число {\displaystyle \ell }, таке, що
{\displaystyle a^{\ell }\equiv 1{\pmod {m}}.}
Показник визначений тільки для чисел a, взаємно простих за модулем m, тобто для елементів групи оборотних елементів кільця лишків за модулем m. При цьому, якщо показник числа a за модулем визначений, то він є дільником значення функції Ейлера {\displaystyle \varphi (m)} (наслідок теореми Лагранжа).
Щоб показати залежність показника {\displaystyle \ell } від a і m, його також позначають {\displaystyle P_{m}(a)}, а якщо m фіксоване, то просто {\displaystyle P(a)}.

## Властивості
- {\displaystyle a\equiv b{\pmod {m}}\Rightarrow P(a)=P(b)}, тому можна вважати, що показник задано на класі лишків {\displaystyle {\bar {a}}} за модулем m.
- {\displaystyle a^{n}\equiv 1{\pmod {m}}\Rightarrow P(a)\mid n}. Зокрема, {\displaystyle P(a)\mid \lambda (m)} и {\displaystyle P(a)\mid \varphi (m)}, де {\displaystyle \lambda (m)} — функція Кармайкла[en], а {\displaystyle \varphi (m)} — функція Ейлера.
- {\displaystyle a^{t}\equiv a^{s}{\pmod {m}}\Leftrightarrow t\equiv s{\pmod {P(a)}}.}
- {\displaystyle P(a^{s})\mid P(a)}; якщо {\displaystyle \gcd(s,P(a))=1}, то {\displaystyle P(a^{s})=P(a).}
- Якщо p — просте число і {\displaystyle P(a)=k}, то {\displaystyle a,\ldots ,a^{k}} — всі розв'язки порівняння {\displaystyle x^{k}\equiv 1{\pmod {p}}}.
- Якщо p — просте число, то {\displaystyle P(a)=p-1\Leftrightarrow a} — твірна групи {\displaystyle \mathbb {Z} _{p}}.
- Якщо {\displaystyle \psi (k)} — кількість класів лишків із показником {\displaystyle k}, то {\displaystyle \sum \limits _{k\mid \varphi (m)}\psi (k)=\varphi (m)}. А для простих модулів навіть {\displaystyle \psi (k)=\varphi (k)}.
- Якщо p — просте число, то група лишків {\displaystyle \mathbb {Z} _{p}^{\times }} циклічна і тому, якщо {\displaystyle a=g^{dk}}, де g — твірна, {\displaystyle d\mid p-1}, а k взаємно просте із {\displaystyle p-1}, то {\displaystyle P(a)={\frac {p-1}{d}}}. В загальному випадку для довільного модуля m можна вивести аналогічну формулу, користуючись теоремою про структуру мультиплікативної групи лишків {\displaystyle \mathbb {Z} _{m}^{\times }}.

## Приклад
Оскільки {\displaystyle 2^{4}\equiv 1{\pmod {15}}}, але {\displaystyle 2^{1}\not \equiv 1{\pmod {15}}}, {\displaystyle 2^{2}\not \equiv 1{\pmod {15}}}, {\displaystyle 2^{3}\not \equiv 1{\pmod {15}}}, то порядок числа 2 за модулем 15 дорівнює 4.

## Обчислення
Якщо відомий розклад модуля m на прості множники {\displaystyle p_{j}} і відомий розклад чисел {\displaystyle p_{j}-1} на прості множники, то показник заданого числа a може бути знайдений за поліноміальний час від {\displaystyle \ln m}. Для обчислення досить знайти розклад на множники функції Кармайкла {\displaystyle \lambda (m)} і обчислити всі {\displaystyle a^{d}\mod m} для всіх {\displaystyle d\mid \lambda (m)}. Оскільки число дільників обмежене многочленом від {\displaystyle \ln m}, а піднесення до степеня за модулем відбувається за поліноміальний час, то алгоритм пошуку буде поліноміальним.

## Застосування

### Характери Діріхле
Характер Діріхле {\displaystyle \chi } за модулем {\displaystyle m} визначається обов'язковими співвідношеннями {\displaystyle \chi (ab)=\chi (a)\chi (b)} і {\displaystyle \chi (a)=\chi (a+m)}. Щоб ці співвідношення виконувалися, необхідно, щоб {\displaystyle \chi (a)} дорівнював якомусь комплексному кореню із одиниці степеня {\displaystyle P_{m}(a)}. 